# Günther Mader
Günther Mader (Matrei am Brenner, 24 juni 1964) is een Oostenrijks voormalig alpineskiër. Hij nam viermaal deel aan de Olympische Spelen en behaalde een bronzen medaille tijdens de Olympische Winterspelen 1992 in Albertville.

## Carrière
Mader maakte zijn wereldbekerdebuut op 22 december 1982 tijdens de super G van Madonna di Campligio. Tijdens de Wereldbeker alpineskiën 1985/1986 behaalde Mader zijn eerste overwinning in een wereldbekerwedstrijd met winst op de combinatie in Wengen. Op de Wereldkampioenschappen alpineskiën 1987 in Vail (Colorado) behaalde Mader zijn eerste medailles op een internationaal toernooi. In de combinatie behaalde hij de bronzen medaille achter Pirmin Zurbriggen en wereldkampioen Marc Girardelli. Op de slalom deed Mader nog beter met een zilveren medaille achter de West-Duitser Frank Wörndl. Ook op de Wereldkampioenschappen alpineskiën 1989 de Wereldkampioenschappen alpineskiën 1991 behaalde Mader de bronzen medaille in de combinatie.
Mader nam in 1988 een eerste keer deel aan de Olympische winterspelen. In Calgary eindignde Mader op de 5e plaats in de Super G en 11e in de reuzenslalom. In de wereldbeker alpineskiën eindigde Mader derde in het algemene eindklassement van het seizoen 1989/1990 achter Pirmin Zurbriggen en de Noor Ole Kristian Furuseth. Met hetzelfde puntenaantal als diezelfde Furuseth won Mader wel het eindklassement in de wereldbeker slalom. In 1992 behaalde Mader zijn enige Olympische medaille: in de Olympische afdaling behaalde hij brons na zijn landgenoot Patrick Ortlieb en de Fransman Franck Piccard. Twee jaar later, op de Olympische Winterspelen 1994 in Lillehammer viel Mader net naast het podium van de Combinatie. Op de WK 1996 behaalde Mader zijn 4e bronzen medaille op de combinatie op een WK. Tijdens de WK 1997 behaalde Mader nog brons op de Super G, zijn enige medaille op een internationaal toernooi op dit nummer. Ook op de Olympische Winterspelen 1998 in Nagano moest Mader tevreden zijn met een 4e plaats op de combinatie.
Mader won in zijn loopbaan 14 wereldbekerwedstrijden. Hij behoort ook tot het selecte gezelschap van slechts 5 alpineskiërs die een wereldbekerwedstrijd in de 5 verschillende disciplines konden winnen. Desondanks won Mader nooit het eindklassement in de algemene wereldbeker. Zowel in de wereldbeker alpineskiën 1994/1995 als in 1995/1996 eindigde hij op de tweede plaats in het eindklassement, respectievelijk achter Alberto Tomba en Lasse Kjus. In het seizoen 1995/1996 won hij wel eindklassement van de wereldbeker in de combinatie.
Op het einde van het seizoen 1997/1998 zette Mader een punt achter zijn professionele loopbaan als alpineskiër. 13 dagen na zijn afscheid kreeg Mader tijdens een voetbalwedstrijd een beroerte. Als gevolg hiervan was half zijn lichaam verlamd en verloor Mader 85% van zijn woordenschat. Na 3 jaar revalidatie kon hij volledig herstellen. In 2003 bracht Mader zijn levensverhaal in boekvorm uit onder de titel: "Überleben". In dit boek beschrijft hij zijn loopbaan als alpineskiër maar ook de periode van zijn beroerte en herstel.

## Resultaten

### Wereldkampioenschappen
| Jaar | Plaats               | Resultaten                                               |
| ---- | -------------------- | -------------------------------------------------------- |
| 1985 | Bormio               | 8e Combinatie                                            |
| 1987 | Vail (Colorado)      | Slalom · Combinatie · 13e Super G                        |
| 1989 | Vail (Colorado)      | Combinatie                                               |
| 1991 | Saalbach-Hinterglemm | Combinatie · 12e Super G · 13e Slalom · 14e Reuzenslalom |
| 1993 | Morioka              | 4e Combinatie 17e Afdaling 18e Reuzenslalom              |
| 1996 | Sierra Nevada        | Combinatie · 6e Afdaling · 7e Super G · 12e Reuzenslalom |
| 1997 | Sestriere            | Super G                                                  |

### Olympische Spelen
| Jaar | Plaats      | Resultaten                                                           |
| ---- | ----------- | -------------------------------------------------------------------- |
| 1988 | Calgary     | 5e Super G 11e Reuzenslalom 19e Afdaling DNF2 Slalom DNF2 Combinatie |
| 1992 | Albertville | Afdaling · 6e Reuzenslalom · 7e Super G · DNF1 Combinatie            |
| 1994 | Lillehammer | 4e Combinatie 9e Super G 11e Reuzenslalom 19e Afdaling DNF1 Slalom   |
| 1998 | Nagano      | 4e Combinatie                                                        |

### Wereldbeker
Eindklasseringen
| Seizoen   | Algm   | AD     | SL     | RS   | SG     | SC     |
| --------- | ------ | ------ | ------ | ---- | ------ | ------ |
| 1982/1983 | 56e    | -      | -      | 25e  | -      | -      |
| 1983/1984 | 33e    | -      | 40e    | 15e  | -      | 18e    |
| 1984/1985 | 59e    | -      | -      | 26e  | -      | -      |
| 1985/1986 | 10e    | -      | 8e     | 13e  | 11e    | 7e     |
| 1986/1987 | 13e    | -      | 8e     | 20e  | 7e     | -      |
| 1987/1988 | 4e     | 48e    | Zilver | 5e   | 10e    | Zilver |
| 1988/1989 | 25e    | 27e    | 17e    | 16e  | 11e    | -      |
| 1989/1990 | Brons  | -      | 16e    | Goud | Zilver | 5e     |
| 1990/1991 | 7e     | 33e    | 15e    | 7e   | 5e     | Brons  |
| 1991/1992 | 6e     | 10e    | 21e    | 33e  | Brons  | 11e    |
| 1992/1993 | 4e     | 13e    | 18e    | 33e  | Zilver | Zilver |
| 1993/1994 | 4e     | 32e    | 11e    | 8e   | 5e     | 5e     |
| 1994/1995 | Zilver | 11e    | 33e    | 9e   | Zilver | 6e     |
| 1995/1996 | Zilver | Zilver | 25e    | 13e  | 11e    | Goud   |
| 1996/1997 | 14e    | 26e    | 29e    | 11e  | 10e    | Zilver |
| 1997/1998 | 26e    | 30e    | 27e    | 22e  | 14e    | -      |

Wereldbekerzeges (14)
| Datum            | Plaats                    | Onderdeel    |
| ---------------- | ------------------------- | ------------ |
| 21 februari 1986 | Wengen                    | Combinatie   |
| 2 maart 1986     | Geilo                     | Slalom       |
| 20 maart 1998    | Åre                       | Combinatie   |
| 2 december 1989  | Mont-Sainte-Anne          | Reuzenslalom |
| 30 januari 1990  | Les Menuires              | Super G      |
| 6 januari 1991   | Garmisch-Partenkirchen    | Super G      |
| 8 maart 1992     | Panorama Mountain Village | Super G      |
| 28 maart 1993    | Whistler                  | Super G      |
| 27 november 1993 | Park City                 | Reuzenslalom |
| 12 december 1993 | Val-d'Isère               | Super G      |
| 16 januari 1995  | Kitzbühel                 | Super-G      |
| 13 januari 1996  | Kitzbühel                 | Afdaling     |
| 14 januari 1996  | Kitzbuhel                 | Combinatie   |
| 12 januari 1997  | Chamonix                  | Combinatie   |

- Gemeinsame Normdatei: 129601233
- Virtual International Authority File: 15853090
- WorldCat: E39PBJdWT6drDykmtmTfQYdYT3